# Coddia
Coddia là một chi thực vật có hoa trong họ Thiến thảo (Rubiaceae).

## Loài
Chi Coddia gồm các loài: